# Ларионов, Владимир Александрович
Влади́мир Алекса́ндрович Ларио́нов (род. 1 января 1956, Комарово, Новгородская область) — российский деятель литературы в области фантастики, литературный критик, журналист и публицист. Лауреат премии имени И. А. Ефремова за 2015 г.

## Биография
Мама, учительница начальных классов, на полставки заведовавшая школьной библиотекой, давала мне ключ от неё, и я часами мёрз зимой в «прохладной пещере» неотапливаемого школьного флигеля, исследуя и перебирая книжные сокровища. Сначала меня привлекали подшивки журналов «Вокруг света», «Техника-молодёжи», «Знание-сила» конца 50-х с фантастическими рассказами и необычными иллюстрациями к ним, а потом и всё остальное: от «Лезвия бритвы» Ивана Ефремова, только что изданного «Молодой гвардией», до собрания сочинений Ги де Мопассана.
Вспоминал, что уже в детстве «прочёл массу фантастических книг», выделяя Жюля Верна и Конана Дойла, Герберта Уэллса и Рэя Брэдбери, Стругацких и Ефремова, Ломма и Лема, Саймака и Шекли, Гаррисона и Кобо Абэ, Колпакова и Охотникова, Мартынова и Гуревича.
Пошёл в школу с шести лет; десятилетку оканчивал в пос. Зарубино («потому как в Комарово, где я родился, среднюю школу ликвидировали за недостатком учащихся»).
Окончил СЗПИ, получил высшее техническое образование. Работал в НИИ (в НИТИ), занимался предпринимательской деятельностью.
В 1985 году организовал в городе Сосновый Бор Ленинградской области Клуб любителей фантастики «ФантОР» («Фантастика-Общество-Реальность»), которым руководил. Литературно-критические работы появились в печати в 2000 году. Участник семинара Бориса Стругацкого. Член секции фантастической и научно-художественной литературы Союза писателей Санкт-Петербурга; вспоминал, что в секцию научно-художественной, приключенческой и научно-фантастической литературы ленинградского отделения Союза писателей его принимал А. И. Шалимов.
Соучредитель премии «Бронзовый Икар» — «за настоящую научную фантастику». Входит в жюри и номинационные комиссии ряда литературных жанровых премий, в частности в жюри Международной премии в области фантастической литературы им. Аркадия и Бориса Стругацких («АБС-премии»), жюри Литературной премии им. Леонида Панасенко за лучшее фантастическое произведение гуманистического плана (Крым), жюри премии «Новая фантастика».
Был заместителем главного редактора журнала фантастики «Ф-Хобби».
Входил в редколлегии фантастических журналов «Измерения», «Реальность фантастики», «Млечный путь», «Шалтай-болтай» (Волгоград).
Интервьюировал Олега Дивова, Алексея Пехова, Андрея Измайлова, Гарри Гаррисона, Марию Галину, Василия Головачёва, Марину и Сергея Дяченко, Александра Житинского, Василия Звягинцева, Александра Зорича, Евгения Лукина, Геннадия Прашкевича, Николая Романецкого, Вячеслава Рыбакова, Анджея Сапковского, Андрея Столярова, Бориса Стругацкого, Михаила Успенского, Роберта Шекли и др.
Статьи, рецензии, интервью публиковались в «Книжном обозрении», «Книжной Витрине», «Независимой газете», «НГ-EX LIBRIS», «Интересной газете», «Новой интересной газете»; в журналах «ПИТЕРbook», «Реальность фантастики», «Библиоглобус», «Звёздная дорога», «Млечный путь», «Ф-Хобби», «Если», «ТЕРА-фантастика» (Болгария) и других изданиях.
Любимым своим периодом в советской научной фантастике называл 1950—60-е.
Живёт в городе Сосновый Бор Ленинградской области.
Увлекался экстрасенсорикой.
Есть младший брат.

## Книги
- «Беседы с фантастами» (Липецк: Крот, 2008 — вошла в финальный шорт-лист «АБС-премии»[30])
- «Книга о Прашкевиче, или От Изысканного жирафа до Белого мамонта» (Луганск: Шико, 2011; совместно с А. Етоевым — получила «Интерпресскон»[31]),
- «Фантастика нулевых лет» (2012)

## Награды
Лауреат премий
- «Золотой Кадуцей» (2003)[32][33],
- «Интерпресскон»
  - 2004 — как один из отцов-основателей этой конференции[16],
  - 2012[34],
  - 2013,
  - 2018,
- «Серебряный Кадуцей» (2009)[35][36].
- Лауреат Мемориальной премии имени И. А. Ефремова «За выдающуюся редакторскую, организаторскую и просветительскую деятельность» (2015)[37][38],

Другие награды и почётные звания
- Звание «Звезда Фэндома», «Старкон-2008»[14].
- Дипломант Общенациональной премии в области фантастической литературы имени А. Н. и Б. Н. Стругацких («АБС-премии», 2009),
- Финалист «АБС-премии» 2012 г. за «Книгу о Прашкевиче» (в соавторстве с А. Етоевым)[39]. Лауреат премии конгресса фантастов «Странник» — «Рыцарь фантастики» (2012)[34],
- Почётный член Интернационального Союза писателей[40].

## Цитаты
- В произведениях советских фантастов космические пришельцы чаще всего были существами высокоразвитыми, исполненными доброты и понимания. Контакт с ними был благом, источником новых знаний и примером для землян.
- В разговоре с санкт-петербургским писателем Николаем Романецким, обращаясь к тому: «…Тебе не кажется, что значительно увеличившиеся возможности издать фантастическую книгу, лёгкий выход в свет служат плохую службу молодым авторам. Твоё поколение по-другому приходило в литературу. Некоторые нынешние авторы не работают над текстом, над словом, плохо пишут по-русски. Выдают поток неглубокой развлекухи. А потом читатель ЭТО потребляет. Или не стоит по сему поводу переживать? Не мы первые…»[41]
- …Люди нынче вообще очень мало читают, а «интеллектуальный, разбирающийся в науке» читатель попросту потихоньку вымирает[42].
- ...У нас, чтобы дождаться надлежащей оценки своего труда, надо жить долго[12].